# Ouratea flexipedicellata
Ouratea flexipedicellata là một loài thực vật có hoa trong họ Ochnaceae. Loài này được Dwyer mô tả khoa học đầu tiên năm 1967.